# ウィトルウィウス (クレーター)
ウィトルウィウス(Vitruvius)は、月の静かの海の北端にある小さな衝突クレーターである。東にはガードナー、北東にはファブローニがある。北北西には細長いウィトルウィウス山があり、その向こうにはアポロ17号の着陸地点となったタウルス＝リットロウ谷がある。
ウィトルウィウスの縁はほぼ円形であるが、北と東に向かって起伏がある。縁は、北西部で最も高い。内部にも起伏があり、南西には低い隆起がある。南側の縁には、小さなクレーターがくっついている。周囲は、クレーターの北側でより起伏が激しくなっている。

## 衛星クレーター
| ウィトルウィウス | 緯度    | 経度    | 直径  |
| ---------------- | ------- | ------- | ----- |
| B                | 16.4° N | 33.0° E | 18 km |
| G                | 13.9° N | 34.6° E | 6 km  |
| H                | 16.4° N | 33.9° E | 22 km |
| L                | 19.0° N | 30.7° E | 6 km  |
| M                | 16.1° N | 31.5° E | 5 km  |
| T                | 17.1° N | 33.2° E | 15 km |

以下のクレーターは、国際天文学連合によって改名された。
- ウィトルウィウスA → ガードナー
- ウィトルウィウスE → ファブローニ